# كيوتكس

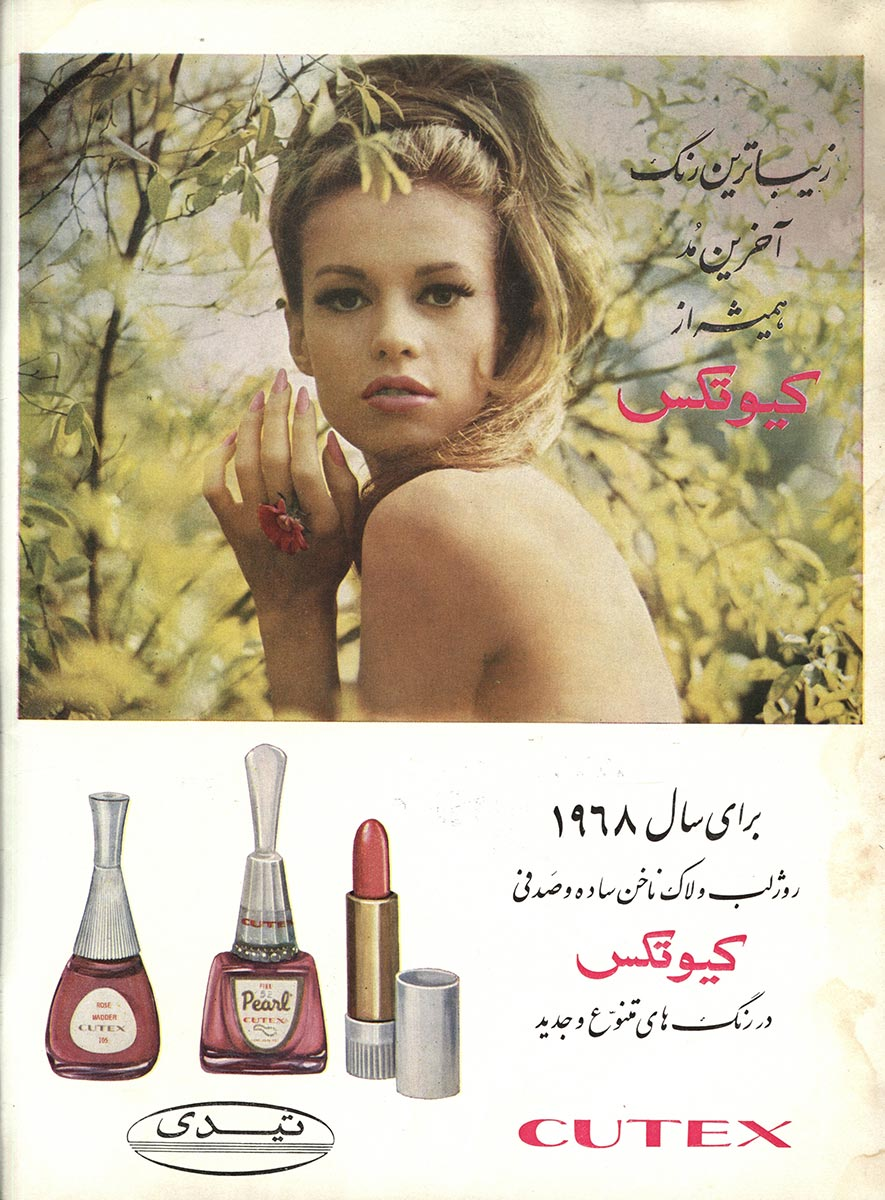
مثال على إعلان كيوتكس. ظهر هذا الإعلان في المجلة الفارسية "Zan-e Rooz" العدد 148 - 6 كانون الثاني 1968.

كيوتكس هي علامة تجارية لمنتجات العناية بالأظافر، مملوكة لشركة ريفلون. طُوّر المنتج الأصلي وتأسيسه في عام 1911 بواسطة شركة نورثام وارن، ومقرها في ستامفورد، كونيتيكت.

## التاريخ
ابتكر نورثام وارن أول مزيل لجليدة الأظافر وطلاء الأظافر في عام 1911. قدم كيوتكس صبغات الأظافر في عام 1914، وطلاء الأظافر السائل لأول مرة في عام 1917. استغرق المنتج وقتا طويلا حتى انتشر وأصبح شعبيًا، حتى عام 1927 أُفيد بأنه موضة في لندن. في عام 1928، قدمت الشركة مزيل طلاء الأظافر القائم على الأسيتون الذي كان آمنا للمنزل وساعد على الاعتماد الجماعي لطلاء الأظافر السائل. كانت كيوتكس علامة تجارية رئيسية للعناية بالأظافر في القرن العشرين.

### تغييرات الملكية والإنتاج المستمر
في عام 1960 تم الاستحواذ على نورثام وارن من قبل شركة شسبروج برك. في ذلك الوقت، كان يباع طلاء الأظافر كيوتكس في 109 بلدًا.في نيسان/أبريل 1997، اشترت شركة كارسون خط إنتاج كيوتكس للبيع في الولايات المتحدة وبورتوريكو بمبلغ 41 مليون دولار. في العام التالي، تحديداً في ديسمبر 1998، باعت كارسون ،كيوتكس إلى مجموعة شانسبي، من أجل التركيز على خط العناية بالشعر وكذلك خفض الديون. وكجزء من عملية البيع، احتفظ كارسون بخطوط إنتاج تلوين الأظافر والشفاه. دخلت مجموعة شانسبي في وقت لاحق في مشروع مشترك مع مختبرات ميدتيك لتشكيل، شركة للتداول العام، سُميت بريستيج براندز، والتي شملت كيوتكس.
حافظت بريستيج على ملكية كيوتكس حتى سبتمبر 2010، عندما باعت العلامة التجارية إلى آرك اكويتي بارتنرز. في عام 2016، باعت شركة آرك إيكويتي بارتنرز شركة سندات وأوراق تجارية للعلامة التجارية كيوتكس إلى ريفلون للمنتجات الاستهلاكية.

## المنتجات
قدمت كيوتكس خطوط إنتاج العناية بالأظافر وتلوين الشفاه، وأصدرت منتجات وخطوط إضافية على مر السنين، بما في ذلك منتجات "Advanced Revival" و"Baseworx" في عام 2012.